# John David Washington
John David Washington (Los Ángeles, California; 28 de julio de 1984) es un actor y exjugador de fútbol americano profesional estadounidense. Como actor es más conocido por su rol protagonista en la película de 2018 BlacKkKlansman y en la de 2020 Tenet.

## Biografía
Washington se crio en el barrio de Toluca Lake en Los Ángeles, California. Hijo del actor Denzel Washington y Pauletta Washington, es el mayor de cuatro hermanos. En 1992, a la edad de siete años, apareció como estudiante en un aula de Harlem en la película Malcolm X de Spike Lee, la cual estaba protagonizada por su padre. 
Washington asistió a la escuela Campbell Hall en Los Ángeles, donde destacó en fútbol americano, baloncesto y atletismo. Se graduó de esa escuela en 2002 y posteriormente ingresó a Morehouse College.
Durante la pandemia del COVID-19, aprovechó para realizar un largometraje dirigido por Sam Levinson con  Zendaya llamado "Malcom & Marie", por el cual Netflix adquirió sus derechos, con un guion realizado en seis días y filmado en dos semanas.

## Estadísticas NFL
|           |        | Recepción | Recepción | Recepción | Recepción | Recepción | Carrera | Carrera | Carrera | Carrera | Carrera |
| Temporada | Equipo | N.º       | Yds       | Avg       | TD        | Lg        | Att     | Yds     | Avg     | TD      | Lg      |
| 2009      | CAR    | -         | -         | -         | -         | -         | 25      | 75      | 3.0     | 1       | 7       |
| 2010      | SML    | 6         | 41        | 6.8       | 1         | 10        | 24      | 113     | 4.7     | 1       | 15      |
| Total     | Total  | 6         | 41        | 6.8       | 1         | 10        | 49      | 188     | 3.8     | 1       | 15      |

## Filmografía

### Películas
| Año  | Título                | Rol                                    | Notas       |
| ---- | --------------------- | -------------------------------------- | ----------- |
| 1992 | Malcolm X             | Estudiante en salón de clase de Harlem |             |
| 2010 | The Book of Eli       |                                        | Coproductor |
| 2018 | Monsters and Men      | Dennis Williams                        |             |
| 2018 | All Rise              | Richard "Bobo" Evans                   |             |
| 2018 | BlacKkKlansman        | Detective Ron Stallworth               |             |
| 2018 | The Old Man & the Gun | Teniente Kelley                        |             |
| 2020 | Tenet                 | Protagonista                           |             |
| 2021 | Beckett               | Beckett                                |             |
| 2021 | Malcolm & Marie       | Malcom                                 |             |
| 2022 | Ámsterdam             | Harold                                 |             |
| 2023 | The Creator           | Joshua                                 |             |
| 2024 | La lección de piano   | Boy Willie Charles                     |             |

### Televisión
| Año       | Título  | Rol          | Notas            |
| --------- | ------- | ------------ | ---------------- |
| 2015–2019 | Ballers | Ricky Jerret | Elenco principal |

### Teatro
| Año       | Título           | Rol        | Notas            |
| --------- | ---------------- | ---------- | ---------------- |
| 2022–2023 | The Piano Lesson | Boy Willie | Elenco principal |